# 弗兰克·克拉默 (1972年出生足球运动员)
弗兰克·克拉默（德語：Frank Kramer；1972年5月3日—）是一位德国前足球运动员及现任足球教练。

## 个人生活
弗兰克·克拉默出生于巴伐利亚州的梅明根，是中学教师暨梅明根足球俱乐部名誉队长、前球员及教练库尔特·克拉默（Kurt Kramer）的儿子。他于1991年在梅明根通过高考，并从1995年至2000年在埃朗根-纽伦堡大学进修体育和英语，继而又完成了为期两年的“德语教学理论”课程。毕业后，他留校担任高中教师和大学体育讲师。在此期间，克拉默还顺利在德国足协亨内斯·魏斯韦勒学院于亨内夫主办的教练培训班中以年度最佳成绩结业。
克拉默已婚，并育有两个孩子。

## 足球生涯

### 球员
在为家乡俱乐部梅明根效力了一年后，时年21岁的克拉默转投拜仁慕尼黑业余队，并曾在1993年8月24日、德国足协杯第二轮通过加时以2比1战胜达姆施塔特98的比赛中出场。此后，克拉默又曾先后加盟费斯滕贝格斯格罗伊特、魏斯迈恩、纽伦堡业余队、格罗伊特菲尔特二队和福伊希特。至2003年，他重返菲尔特，代表菲尔特二队效力了两个赛季之后挂靴。

### 教练

#### 从菲尔特至霍芬海姆
克拉默从2004年2月至6月和2005年5月至6月间曾两度担任菲尔特二队的主教练。然后，他转而执掌菲尔特U19梯队，至2009年才重返菲尔特二队的主教练岗位。两年后，克拉默接任霍芬海姆二队主教练。2012年4月，在通过能力测试后，他被录取进入2012-13赛季的德国足协教练员培训课程，并以年度最佳成绩结业。
2012年12月3日，随着被解职，克拉默作为看守主教练曾临时接管霍芬海姆一线队。在他治下的两场德甲比赛中，霍芬海姆分别在客场以0比2不敌汉堡和在主场以1比3负于普鲁士多特蒙德，与保级区的差距扩大至7分。之后，克拉默重返霍芬海姆二队的主教练岗位。
2013年3月12日，克拉默接任当时正排名德甲积分榜末席的菲尔特主教练。他与俱乐部签订了一份期至2015年6月30日届满的合同。在接下来的德乙赛季中，克拉默将球队带至积分榜第三，从而有资格参加对阵汉堡的升级附加赛。然而，在客场0比0和主场1比1与对手战平后，菲尔特因作客入球優惠制劣势而无缘升级。至2014-15赛季，随着球队自第三轮开始便位居积分榜中游，且在第22轮后仍排名第十二，克拉默遂于2015年2月23日被停职。他的主教练岗位由米克·比斯肯斯取代。

#### 杜塞尔多夫
克拉默于2015-16赛季初出任德乙俱乐部杜塞尔多夫的主教练。在经历了一个令人失望的赛季後，杜塞尔多夫迫切需要他推动球队的重建工作；因此人们对他寄予厚望。然而，后者却未能实现这一点。在克拉默的指导下，球队在联赛中只赢了三场，然后便陷入了保级战。而在德国足协杯中，杜塞尔多夫先是在第一圈通过点球大战勉强淘汰第四级球队红白埃森，然后在第二圈以1比5惨败于纽伦堡。2015年11月23日，克拉默因战绩不佳被解职——在此前主场与榜尾球队杜伊斯堡的交锋中，杜塞尔多夫仅收获平局。
《莱茵邮报》的专栏评论员贝恩德·约利茨（Bernd Jolitz）对克拉默在杜塞尔多夫的执教作出如下评价：“这有点像物理讲堂。这位讲师是一位公认的专家，他建立了一个复杂而令人印象深刻的实验仪器，他的学生、大学管理层和行业媒体对此赞不已。每个人都做好了准备，并且有信心该仪器可以引起轰动同时解决紧迫的能源问题。但是当讲师按下按钮时，却未能通电。没有指示灯亮，没有仪表指针转动，没有任何东西到达仪器的末端。并且没有人知道是为什么。这就是‘物理模型’福尔图娜到达的地方。由主教练弗兰克·克拉默、其经验丰富的助手彼得·赫尔曼以及一些知名却最近淡出一线的球员组合成的这个实验，从理论上讲很有前途，但在实践中根本行不通”。

#### 德国青年队
2016年8月23日，德国足协体育总监汉西·宣布，克拉默将接替圭多·施特赖希斯比尔出任德国19岁以下青年队主教练。 2017年夏天，他成为德国20岁以下青年队的主教练，并招揽了许多原U19梯队的球员。从2018年7月至2019年夏天，克拉默又改为执教德国18岁以下青年队。

#### 比勒费尔德
2021年3月2日，克拉默接管德甲球队比勒费尔德，成为原主教练乌韦·诺伊豪斯的继任人。他获得了一份期至2023年6月30日届满的合同。作为升班马，此时的比勒费尔德在2020-21赛季德甲的第23轮过后仅积18分，与降级区持平。

### 官员
在2019-20赛季，克拉默曾担任奥超俱乐部萨尔茨堡红牛的青训中心主管。期间他也曾率领该俱乐部的19岁以下梯队参加2019-20赛季欧洲青年联赛。